# Barbara Grabowska
Barbara Grabowska (Zabrze, 28 de novembro de 1954 - Częstochowa, 12 de agosto de 1994) foi uma atriz polonesa. Ela ganhou o Urso de Prata de melhor atriz pelo filme Gorączka, de 1981. 

## Filmografia parcial
- Fever (1981)
- The Last Ferry (1989)

## Morte

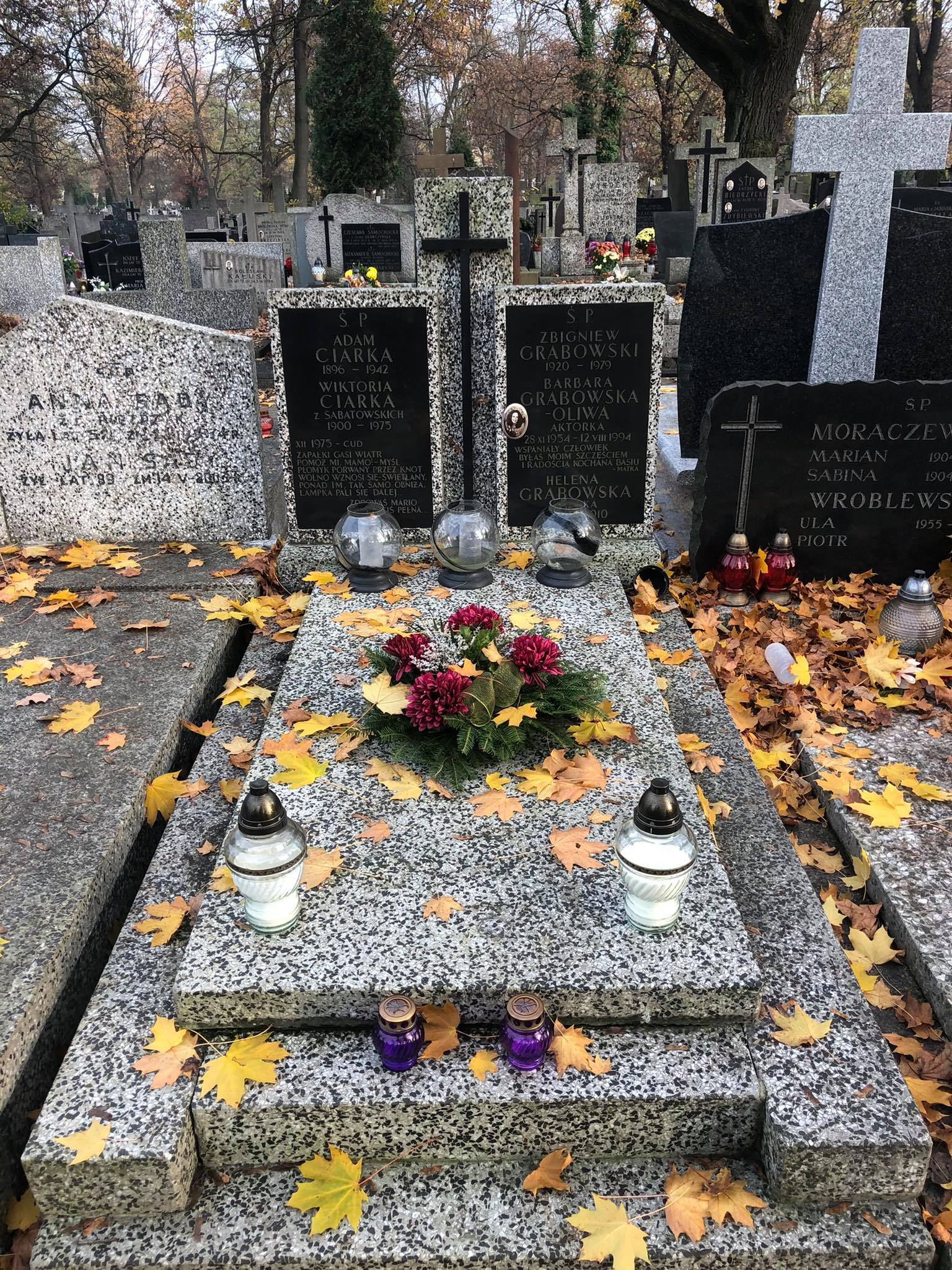
Túmulo de Barbara Grabowska

Grabowska morreu aos 39 anos. Seu corpo foi encontrado perto dos trilhos da ferrovia da cidade de Częstochowa. As circunstâncias de sua morte não foram explicadas até hoje.